# IIIe siècle av. J.-C. en architecture
IVe siècle av. J.-C. en architecture - IIIe siècle av. J.-C. - IIe siècle av. J.-C. en architecture
Cet article concerne les événements concernant l'architecture qui se sont déroulés durant le IIIe siècle av. J.-C.

## Réalisations
- Vers 300 av. J.-C. :
  - construction du théâtre d’Argos[1].
  - début de la construction du Didymeion, temple d’Apollon à Didymes près de Milet (116 x 52 m) au début du IIIe siècle av. J.-C.[2].
  - tombeau de Pétosiris en Égypte[3].
- Vers 300-270 av. J.-C. : construction en Chine de murs défensifs au nord de Qin, de Yan et de Zhao. Le roi de Zhao Wuling (325-299 av. J.-C.) fortifie par une muraille sa frontière au nord de la boucle des Ordos contre les incursions des nomades. Le royaume de Yan en bâtit une peu de temps après vers 290 av. J.-C. dans la plaine mandchoue, celui de Qin en 270 av. J.-C.[4].

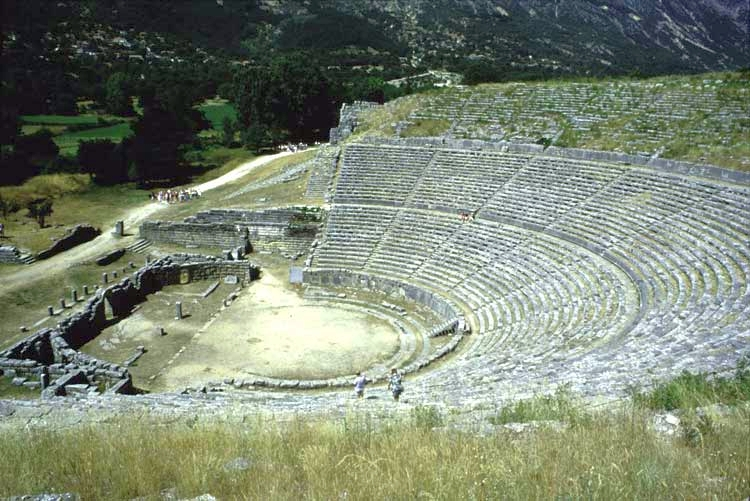
Théâtre de Dodone.

- Vers 297-272 av. J.-C. : construction du théâtre de Dodone sous le règne de Pyrrhus[5].
- Vers 280 av. J.-C. : inauguration du phare d’Alexandrie[6].
- Vers 259-258 av. J.-C. : l'empereur Maurya Ashoka visite Bodhgayâ et décide d'y établir un monastère et sanctuaire, et d'y ériger le trône de diamant - ou Vajrasana - à l'endroit où Bouddha atteignit l'éveil. Il est considéré comme le fondateur du temple de la Mahabodhi[7].
- 258 av. J.-C. : Ashoka[8], puis son successeur Dasharatha ordonnent la création des sept grottes de Barabar près de Gaya, au Bihar, pour les moines Ajivika[9].

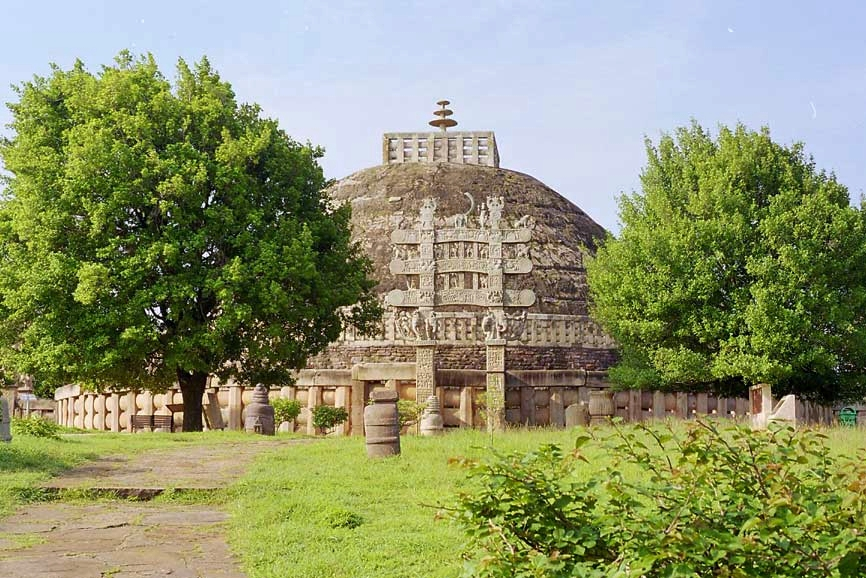
Le Grand Stūpa de Sanchi.

- Vers 250 av. J.-C. : construction du Grand Stūpa de Sanchi par l'empereur Maurya Ashoka[10]. Les Stūpa, monuments tumulaires bâtis à l’origine sur des reliques du Bouddha, entourés d’un chemin de procession (pradakşinâpatha) limité par une balustrade (vedikâ), se multiplient en Inde.

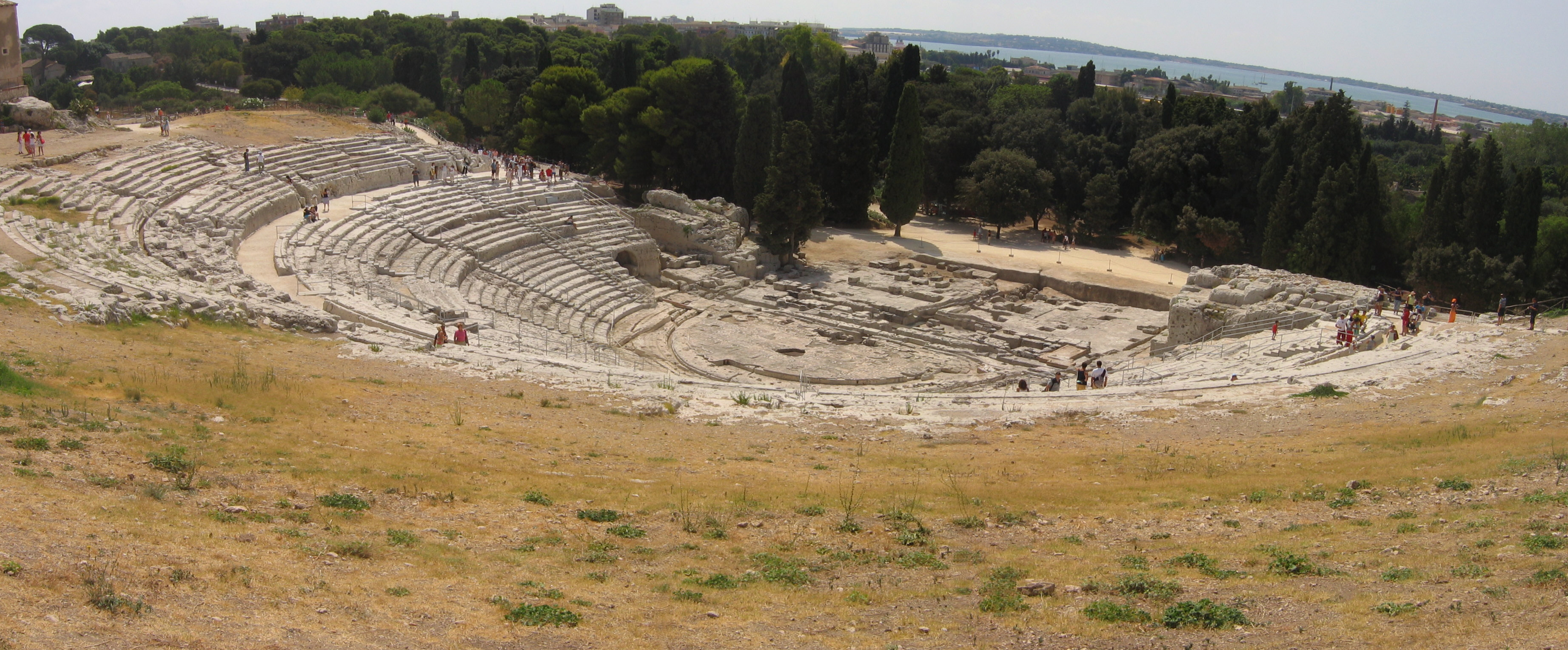
Théâtre de Syracuse.

- 238-215 av. J.-C. : restructuration du théâtre de Syracuse[11].
- 237-57 av. J.-C. : construction du temple d'Edfou[12].

- Vers 225 av. J.-C. :

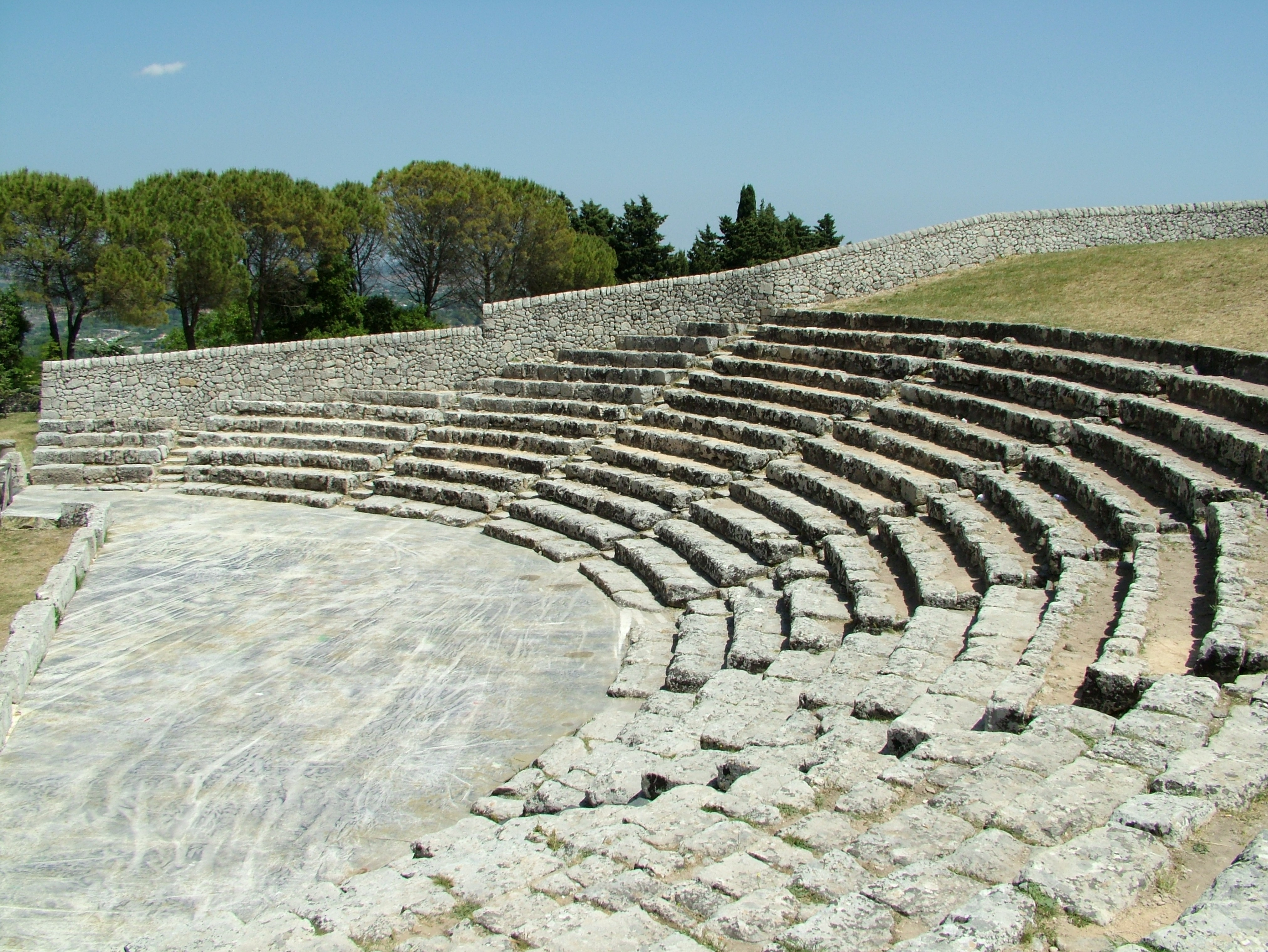
Théâtre d’Akraï.

  - liste des Sept Merveilles du monde, dressée par le philosophe Philon de Byzance ou d’Alexandrie[1].
  - construction du théâtre d’Akraï, en Sicile[1].
- 221 av. J.-C. : construction du cirque Flaminien à Rome[13] et vers 220 av. J.-C. de la Via Flaminia, de Rome vers Rimini[1].